# Coleophora aereipennis
Coleophora aereipennis é uma espécie de mariposa do gênero Coleophora pertencente à família Coleophoridae.